# Pseudotachidius abyssalis
Pseudotachidius abyssalis är en kräftdjursart som beskrevs av Becker 1974. Pseudotachidius abyssalis ingår i släktet Pseudotachidius och familjen Thalestridae. Inga underarter finns listade i Catalogue of Life.